# ゴーゴリ (小惑星)
ゴーゴリ (2361 Gogol) は、小惑星帯に位置する小惑星。ロシアの天文学者ニコライ・チェルヌイフがクリミア天体物理天文台で発見した。
ウクライナ生まれの帝政ロシアの小説家で劇作家のニコライ・ゴーゴリに因んで命名された。